# Mamadou Tew
Mamadou Tew, né le 27 novembre 1959 au Sénégal et mort le 1er septembre 2019 à Dakar (Sénégal), est un footballeur sénégalais qui jouait au poste arrière droit.

## Équipe nationale
Mamadou Teuw a été sélectionné 82 fois en équipe nationale de Sénégal ; sa première sélection date de juillet 1984.